# John Verhoeven
John Slaats Verhoeven foi um ciclista belga que participava em competições de ciclismo de pista. Verhoeven representou seu país, Bélgica, nos Jogos Olímpicos de Verão de 1920.